# Stratford (Connecticut)
Pour les articles homonymes, voir Stratford.
Stratford est une ville située dans le comté de Fairfield, dans l'État du Connecticut (États-Unis). Lors du recensement de 2010, Stratford avait une population totale de 51 384 habitants.

## Géographie
Selon le Bureau du recensement des États-Unis, la superficie de la municipalité est de 19,92 milles carrés (51,59 km2), dont 17,48 milles carrés (45,27 km2) de terres et 2,44 milles carrés (6,32 km2) de plans d'eau (soit 12,25 %).

## Histoire
Stratford devient une municipalité en 1639. Elle doit son nom à la ville anglaise de Stratford-upon-Avon, d'où était originaire l'un de ses premiers habitants.

## Démographie
D'après le recensement de 2000, il y avait 49 976 habitants, 19 898 ménages, et 13 630 familles dans la ville. La densité de population était de 1 097,0 hab/km2. Il y avait 20 596 maisons avec une densité de 452,1 maisons/km2. La décomposition ethnique de la population était : 84,76 % blancs ; 9,79 % noirs ; 0,16 % amérindiens ; 1,40 % asiatiques ; 0,03 % natifs des îles du Pacifique ; 2,14 % des autres races ; 1,71 % de deux ou plus races. 6,80 % de la population était hispanique ou Latino de n'importe quelle race.
Il y avait 19 898 ménages, dont 28,5 % avaient des enfants de moins de 18 ans, 52,5 % étaient des couples mariés, 12,5 % avaient une femme qui était parent isolé, et 31,5 % étaient des ménages non-familiaux. 27,1 % des ménages étaient constitués de personnes seules et 14,1 % de
personnes seules de 65 ans ou plus. Le ménage moyen comportait 2,49 personnes et la famille moyenne avait 3,04 personnes.
Dans la ville la pyramide des âges était 23,0 % en dessous de 18 ans, 5,8 % de 18 à 24, 28,5 % de 25 à 44, 23,5 % de 45 à 64, et 19,2 % qui avaient 65 ans ou plus. L'âge médian était 40 ans. Pour 100 femmes, il y avait 89,0 hommes. Pour 100 femmes de 18 ans ou plus, il y avait 85,6 hommes.
Le revenu médian par ménage de la ville était 53 494 dollars US, et le revenu médian par famille était $64 364. Les hommes avaient un revenu médian de $45 552 contre $34 575 pour les femmes. Le revenu par habitant de la ville était $26 501. 5,0 % des habitants et 3,5 % des familles vivaient sous le seuil de pauvreté. 5,6 % des personnes de moins de 18 ans et 5,8 % des personnes de plus de 65 ans vivaient sous le seuil de pauvreté.
| 1820  | 1850  | 1860  | 1870  | 1880  | 1890  |
| ----- | ----- | ----- | ----- | ----- | ----- |
| 3 438 | 2 040 | 2 294 | 3 032 | 4 251 | 2 608 |

| 1900  | 1910  | 1920   | 1930   | 1940   | 1950   |
| ----- | ----- | ------ | ------ | ------ | ------ |
| 3 657 | 5 712 | 12 347 | 19 212 | 22 580 | 33 428 |

| 1960   | 1970   | 1980   | 1990   | 2000   | 2010   |
| ------ | ------ | ------ | ------ | ------ | ------ |
| 45 012 | 49 775 | 50 541 | 49 389 | 49 976 | 51 384 |

## Économie

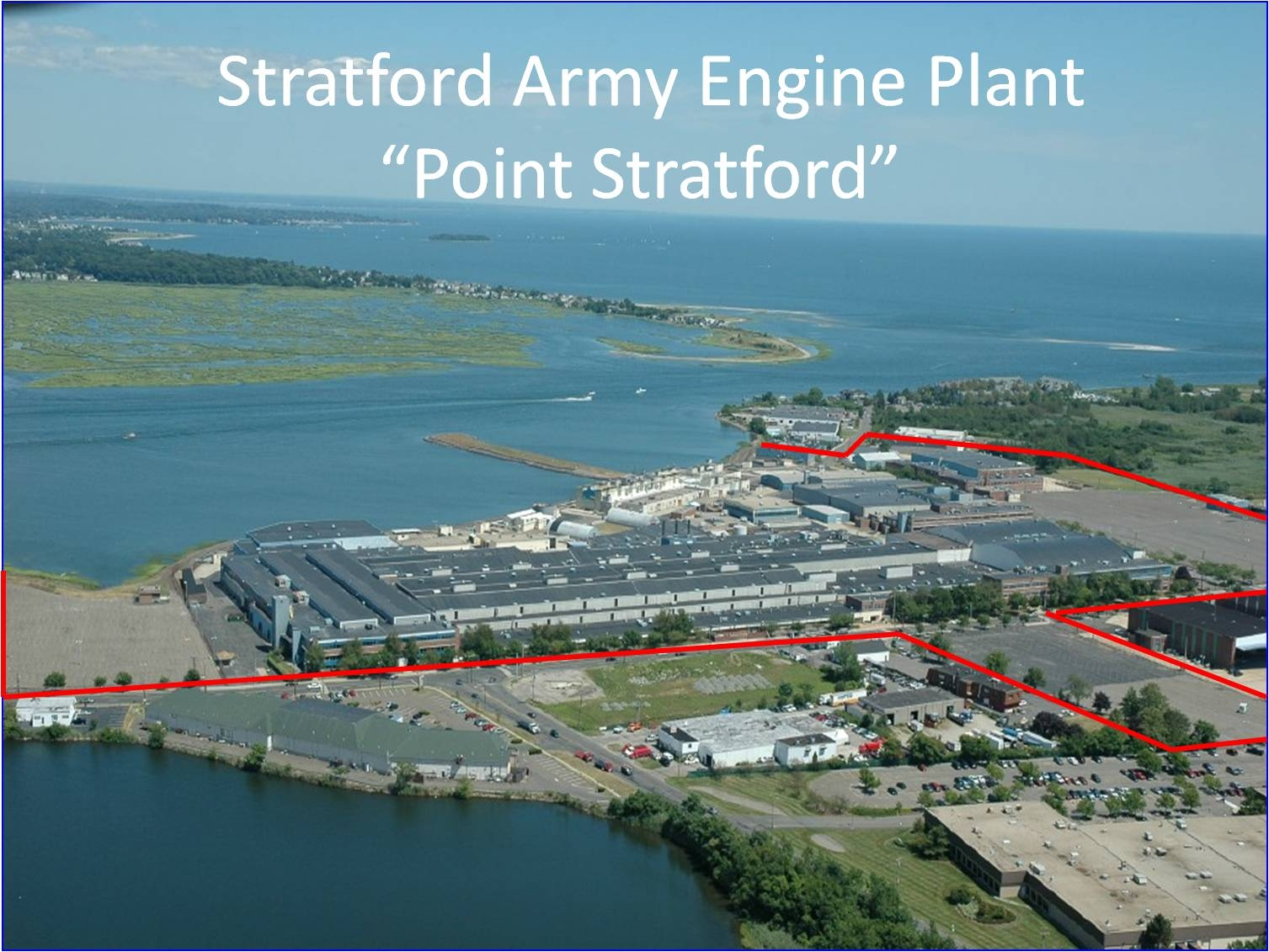
Le Stratford Army Engine Plant.

L'entreprise Sikorsky à son siège à Stratford.
La ville abrita également jusqu'en 1998, un autre important site industriel du complexe militaro-industriel des États-Unis d'Amérique, l'usine Avco de Stratford.